# Euphyia flavobrunnea
Euphyia flavobrunnea är en fjärilsart som beskrevs av Barend J. Lempke 1950. Euphyia flavobrunnea ingår i släktet Euphyia och familjen mätare. Inga underarter finns listade i Catalogue of Life.